# Rigolisa
Rigolisa es una entidad de población española del municipio de Puigcerdá, perteneciente a la provincia de Gerona, en la comunidad autónoma de Cataluña.

## Historia
Hacia mediados del siglo XIX, el lugar, ya por entonces perteneciente a Puigcerdá y formado por tres o cuatro barrios, tenía contabilizada una población de 150 habitantes. Aparece descrito en el decimotercer volumen del Diccionario geográfico-estadístico-histórico de España y sus posesiones de Ultramar de Pascual Madoz de la siguiente manera:

RIGOLISA: l. en la prov. de Gerona, part. jud. de Ribas, aud. terr. y c. g. de Barcelona, ayunt. de Puígcerdá, dióc. de Seo de Urgel. sit. en el llano de la Cerdaña, y dividido en 3 á 4 barrios, circunvalando á Puigcerdá, de modo que vienen á formar como arrabales de esta v., y disfruta de su mismo clima y afecciones atmosféricas. Tiene 40 casas; carece de igl. parr., pues la que había dedicada á San Jaime, quedó agregada á la de Puigcerdá, y en el dia se halla derruida. Es difícil marcar con exactitud su estension y confines por su irregular posicion, tocando en su mayor parte con las murallas de Puigcerdá; pero puede decirse que confina al N. con Francía; E. y S. con la citada v., y O. Ventajola. El terreno es de mediana calidad, con alguna parte de regadio por las aguas de los r. Raur y Arabó que bajan del Pirineo; le cruzan varios caminos locales, y uno que conduce á la Seo de Urgel. prod.: centeno, poco trigo, patatas y pastos; cria ganado caballar y vacuno, alguna caza y pesca de truchas. ind.: 2 molinos harineros y 2 fáb. de hilados de lana. pobl.: 28 vecinos,. 146 almas. cap. prod.: 2.412,400 rs. imp.: 60,310.
(Madoz, 1849, p. 474)

En 2022, la entidad singular de población de Rigolisa tenía empadronados 43 habitantes.